# Youth and Young Manhood
Youth and Young Manhood – debiutancki album grupy Kings of Leon wydany sierpniu 2003. Tytuł albumu zaczerpnięty jest z książki Ernesta Hemingwaya.

## Lista utworów
1. "Red Morning Light" – 2:59
2. "Happy Alone" – 3:59
3. "Wasted Time" – 2:45
4. "Joe’s Head" – 3:21
5. "Trani" – 5:01
6. "California Waiting" – 3:29
7. "Spiral Staircase" – 2:54
8. "Molly’s Chambers" – 2:15
9. "Genius" – 2:48
10. "Dusty" – 4:20
11. "Holy Roller Novocaine" – 4:01 / "Talihina Sky" – 3:48 (utwór dodatkowy)